# Brabantse Partij
De Brabantse Partij was een politieke partij in Noord-Brabant (Nederland) en was vanaf 2006/2007 een voortzetting van de politieke groepering Leefbaar Brabant/Brabantse Onafhankelijke Fractie (Leefbaar Brabant/BOF), die weer voortkwam uit de Brabantse Onafhankelijke Fracties (BOF). 

## Achtergrond
Het voorvoegsel Leefbaar Brabant werd in 2002 toegevoegd omdat de partij destijds banden had met Leefbaar Nederland. Toen die laatste partij ter ziele ging, werd in september 2006 werd de partijnaam omgedoopt in Brabantse Partij.
De Brabantse Partij was in de Eerste Kamer aangesloten bij de Onafhankelijke Senaatsfractie (OSF). De OSF heeft één zetel in de Eerste Kamer, die van 2003 tot 2011 vervuld werd door Henk ten Hoeve van de FNP.
De partij hanteerde de zogenaamde Partijen op Niveau-filosofie. In hun eigen woorden wou dat het volgende zeggen: "Ons streven is dat ieder niveau (gemeente, provincie, Tweede Kamer, Eerste  Kamer en Europees Parlement) eigen onafhankelijke politieke partijen kennen die wel goed samenwerken maar geen hiërarchische controle kennen."

## Geschiedenis
Louis van der Kallen uit Bergen op Zoom was lijsttrekker in 1999, maar de partij behaalde toen geen zetel. In 2003 behaalde de partij wel één zetel, die werd vervuld door  Aloysia Jetten-van Heeswijk uit Heeswijk-Dinther. In 2007 behield zij die zetel in een verkleinde Provinciale Staten. Bij de verkiezingen van 2011 besloot de partij niet meer mee te doen omdat zij niet in staat was een stevige partijstructuur en een aansprekende kandidatenlijst te vormen. Later werd de partij opgeheven.